# Gründungsurkunde des Bistums Brandenburg
Die Gründungsurkunde von König Otto I. für das neue Bistum Brandenburg mit dem Ausstellungsdatum 949 ist die älteste erhaltene Urkunde, die die Burg Brandenburg und weitere Orte und Landschaften erwähnt.

## Inhalt
König Otto gründet zur Verbreitung des Glaubens das Bistum Brandenburg und legt dessen Besitz und Bistumsgebiet fest.
Zum weltlichen Besitz gehörte eine Hälfte der Burg Brandenburg und eine Hälfte der Dominsel mit zugehörigen Dörfern, sowie die Burgen Pritzerbe (Pricervi) und Ziesar (Ezeri).
Das geistliche Bistumsgebiet erstreckte sich über die Provinzen der slawischen Moraciani, Zerbster (Ciervisti), Ploni, Sprewanen (Zpriavviani), Heveller (Heveldun), Ukranen (Vvucri), Retschanen (Ria[ci]ani), Zamcici, Dossanen (Dassia), Lusizer (Lusici).
Die Bistumsgrenzen waren die Oder im Osten, die Elbe im Westen und Süden, die Grenzen der Provinzen der Ukranen, Retschanen und Dossanen im Norden. Ausgenommen vom Zehnten waren die Burgen Biederitz (Bidrizi), Gommern (Guntmiri), Pechau (Pechovi), Möckern (Mokriani), Burg (Burg), Grabow (Grabo) und Schartau (Ciertuvi) mit den dazugehörenden Dörfern, die diesen an das Moritzkloster in Magdeburg leisten.
Als anwesende Personen wurden der päpstliche Legat Marinus von Bomarzo, Erzbischof Friedrich von Mainz, Erzbischof Adaldag von Hamburg-Bremen, Erzbischof Brun von Köln, Bruder Ottos I. und Markgraf Gero der Ostmark genannt. Zum ersten Bischof wurde Thietmar eingesetzt.

## Datierung
Die Urkunde gibt als Datum den 1. Oktober 949 an. Dies widerspricht jedoch dem angegebenen Regierungsjahr von König Otto und einem Zeugen. Als richtiges Datum der Ausstellung der Urkunde wurden deshalb erwogen 
- 948

Der päpstliche Legat Marinus von Bomarzo ist für die Zeit von Anfang Juni bis 1. November 948 in Deutschland bezeugt, ansonsten überhaupt nicht. Das weist auf eine Gründung des Bistums in diesem zeitlichen Rahmen. Der 1. Oktober wäre dafür allerdings unsicher. 
Das 13. Regierungsjahr Ottos I. wäre zutreffend.
- 949

Die Urkunde gilt nach den Kriterien der Diplomatik als echt, es war auch ein Siegel angebracht. Allerdings wäre das angegebene Regierungsjahr Ottos I. nicht zutreffend, auch der erwähnte Legat Marinus war in diesem Jahr nicht in Deutschland erwähnt. Möglich ist, dass die Urkunde am 1. Oktober 949 ausgestellt wurde für eine Handlung, die zu einem früheren Zeitpunkt erfolgte. 
- 965 bis 967

Ein Bischof von Brandenburg oder das Bistum Brandenburg wurden danach bis 967 nirgends erwähnt, auch nicht in den Plänen zur Gründung des Erzbistums Magdeburg oder in dem ausführlichen Bericht des Klerikers Flodoard über den Aufenthalt des Legaten Marinus in Deutschland. Das lässt die Möglichkeit zu, dass das Bistum Brandenburg, wie auch Havelberg, erst zwischen 965 und 967 gegründet wurden. Dagegen spricht die bisher nicht widerlegte Echtheit der Urkunde.

## Historisches Umfeld
Im Winter 928/929 hatte der ostfränkische König Heinrich I. die slawische Brandenburg erobert. Über die weitere politische Entwicklung des Gebietes östlich der Elbe gibt es fast keine historischen Nachrichten. Ein Markgraf Gero wurde für das gesamte Gebiet eingesetzt, wie sich die Machtverhältnisse tatsächlich entwickelten, ist nicht sicher. Wahrscheinlich hatte es eine zeitweilige slawische Rückeroberung der Brandenburg gegeben, denn ein Fürst Tugumir musste diese um 940 für König Otto I. durch List zurückgewinnen.
Möglich ist, dass Otto danach die Gründung von Bistümern für dieses Gebiet plante, die er dann 948 mit Zustimmung des päpstlichen Gesandten Marinus von Bomarzo durchführen konnte. In diesem Jahr wurden im Beisein des Legaten ebenfalls erste Bischöfe für die dänischen Bistümer Schleswig, Ribe und Aarhus erwähnt, deren Bistumsgebiet gar nicht unter Ottos Kontrolle stand.
Für den regulären Aufbau eines Bistums gibt es in Brandenburg für die darauffolgenden Jahre keinerlei Anzeichen. Die nördliche Hälfte der Brandenburg wurde um 951 bzw. 965 in eine planierte Fläche ohne nachweisbare größere Siedlungsspuren umgewandelt. Kirchen oder deutsche Siedlungen außerhalb der Burg gab es in dieser Zeit wahrscheinlich nicht.
965 wurde nach dem Tod Markgraf Geros eine kleinere Nordmark geschaffen, mit dem Markgrafen Thietmar. In dieser Zeit wurde auch das Erzbistum Magdeburg gebildet, dem Brandenburg unterstellt wurde. Für das Jahr 983 wurde eine tatsächliche Anwesenheit des Markgrafen und des Bischofs in der Brandenburg erwähnt. Diese verließen die Burg vor dem Slawenaufstand, in dessen Folge das Bistum aufgelöst wurde. Erst 1161 wurde dieses neu gegründet.

## Handschrift und Editionen
Handschrift
Die Urkunde befindet sich im Original im Domstiftsarchiv Brandenburg.
Lateinischer Text
- Theodor Sickel (Hrsg.): Diplomata 12: Die Urkunden Konrad I., Heinrich I. und Otto I. (Conradi I., Heinrici I. et Ottonis I. Diplomata). Hannover 1879, S. 187–189 (Monumenta Germaniae Historica, Digitalisat) Nr. 105

Lateinischer Text mit deutscher Übertragung
- Lutz Partenheimer: Die Entstehung der Mark Brandenburg. Böhlau, Köln, Weimar, Wien 2007. S. 94–97.
- Otto Tschirch: Geschichte der Chur- und Hauptstadt Brandenburg a. H. Band 1. Brandenburg a. H. 1928, 3. Auflage 1941 (Neudruck 2012). S. 11

Regest
- George Adalbert von Mülverstedt: Regesta Archiepiscopatus Magdeburgensis Band 1. S. 42f. Nr. 120.
- Emil von Ottenthal: Die Regesten des Kaiserreichs unter den Herrschern aus dem Saechsischen Hause 919–1024. (= Regesta Imperii, II). Band 1. Innsbruck 1893. Nr. 169